# Jolanda i złodziej
Jolanda i złodziej (ang. Yolanda and the Thief) – amerykański musical filmowy z 1945 roku w reżyserii Vincente'a Minnellego. W rolach głównych wystąpili w nim Fred Astaire, Lucille Bremer, Frank Morgan i Mildred Natwick. 